# Stilpnia vitriolina
La tangara matorralera, (en Ecuador), tangará o tángara rastrojera (en Colombia) o tángara de los matorrales (Stilpnia vitriolina) es una especie de ave paseriforme de la familia Thraupidae, perteneciente al  género Stilpnia, anteriormente situada en Tangara. Es nativa de regiones andinas del noroeste de América del Sur.

## Distribución y hábitat
Se distribuye a lo largo de las tres cadenas de la cordillera de los Andes del oeste de Colombia (excepto la pendiente oriental de los Andes orientales), desde Norte de Santander y Antioquia, hacia el sur, y en los valles interandinos del norte de Ecuador (hacia el sur hasta el norte de Pichincha).
Esta especie es considerada localmente común en sus hábitats naturales: los matorrales, bosques ralos, jardines y áreas cultivadas en terrenos áridos y semiabiertos, principalmente entre los 500 y 2500m de altitud. No es una especie forestal, y puede ser que se esté expandiendo en áreas deforestadas.

## Sistemática

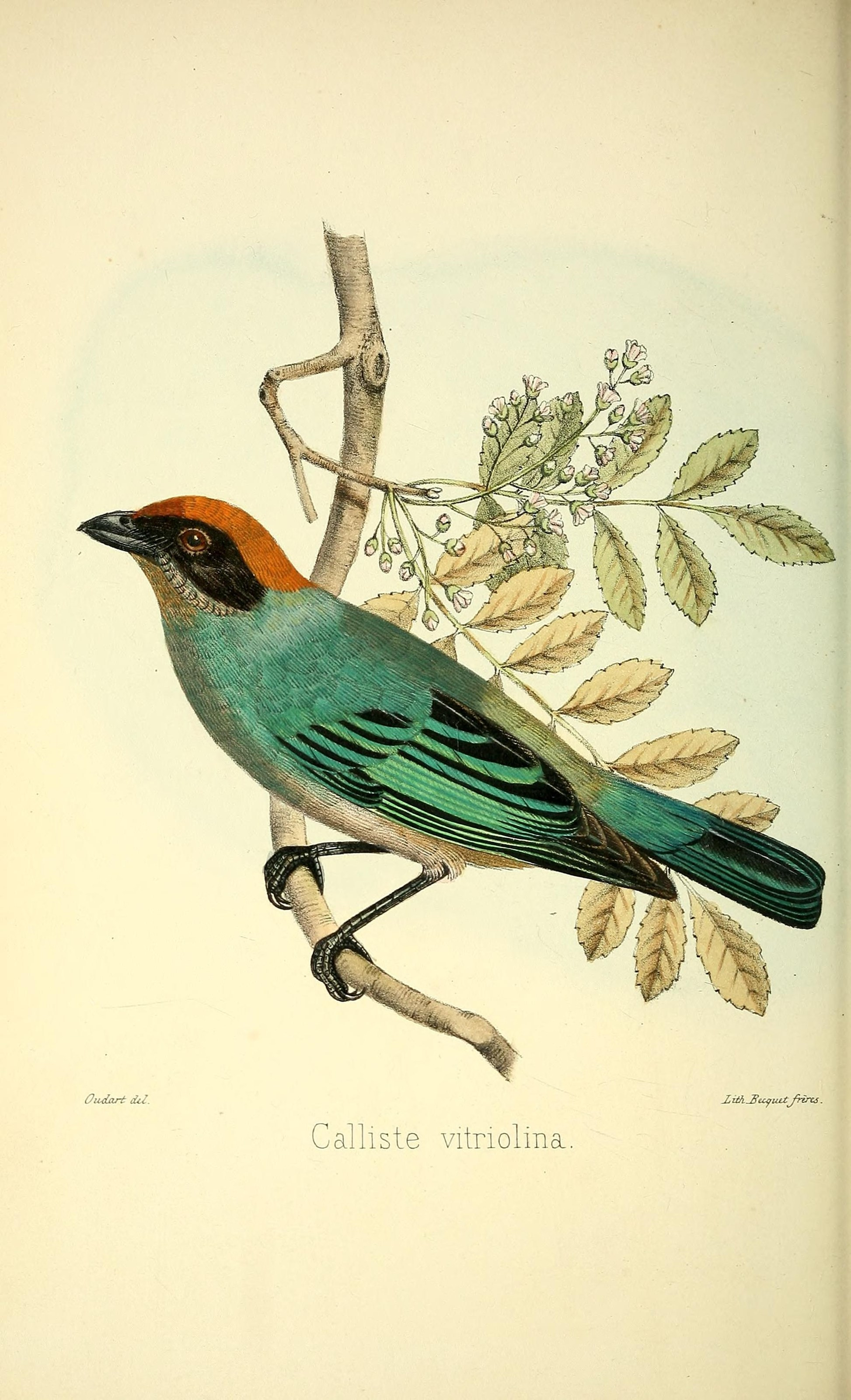
Calliste vitriolina = Stilpnia vitriolina, ilustración en A monograph of the birds forming the tanagrine genus Calliste, 1857.

### Descripción original
La especie S. vitriolina fue descrita por primera vez por el ornitólogo alemán Jean Cabanis en 1850 bajo el nombre científico Callispiza vitriolina; su localidad tipo es: «Colombia».

### Etimología
El nombre genérico femenino Stilpnia deriva de la palabra del idioma griego «στιλπνή», forma femenina para el adjetivo «brillante» o «reluciente», aludiendo al brillo que presenta el plumaje de estas especies; y el nombre de la especie «vitriolina» deriva del latín  «vitreolus»: de vidrio.

### Taxonomía
La presente especie, junto a un grupo numeroso de trece otras especies, fueron tradicionalmente incluidas en un amplio género Tangara, hasta que varias estudios genéticos de la familia Thraupidae permitieron comprobar que formaban un clado separado del aquel género por lo que se propuso su separación en un nuevo género Stilpnia.
El Comité de Clasificación de Sudamérica (SACC), en la propuesta N° 730 parte 20 reconoció el nuevo género, en lo que fue seguido por el Congreso Ornitológico Internacional (IOC) y Clements checklist/eBird v.2019. Otras clasificaciones como Aves del Mundo (HBW) y Birdlife International (BLI) optaron por mantener el género Tangara más ampliamente definido, con lo cual la presente especie conserva su nombre anterior: Tangara vitriolina.
Los amplios estudios filogenéticos recientes demuestran que la presente especie es hermana del par formado por Stilpnia cayana y Stilpnia cucullata. Es monotípica.